# My Reflection
『My Reflection』（マイ・リフレクション）は、倉木麻衣のPV集＋ライブビデオ。通算6作目の映像作品で、2004年1月7日発売。

## 概要
倉木麻衣初の2枚組映像作品。1枚目 (Clip Selection)は、6thシングル「Reach for the sky」から17thシングル「風のららら」までのミュージックビデオと、「FIRST CUT」以降のアルバム3枚の紹介クリップを75分にわたって収録。オフショットやメイキング映像も収められている。
2枚目 (Live Selection)は、3rdアルバム『FAIRY TALE』を提げて行われた全国ツアー「Mai Kuraki FAIRY TALE TOUR 02-03」を中心に、初の単独野外ライブ「京都学生祭典」や2002年に日本武道館で開催されたGIZAバレンタインコンサート等のライブ映像を合計104分に収録。本作に収録されたライブツアー映像は、全て単独でのDVD化が実現していないため、また発売当時はMusing(当時は旧・BGV)で一部ライブ映像が配信販売されていたものの、Musing自体が2015年4月末で映像ダウンロード販売を終了したため、2020年現在では、本作でしか映像を視聴することができない。
当初は2003年12月24日発売予定であったが、制作上の都合で翌年1月7日に延期された。

## 収録曲

### Disc 1 ~Clip Selection~
1. Opening Movie
「If I Believe」をBGMに、TVスポットでも使用されたダイジェスト映像を収録。
2. Reach for the sky
3. 冷たい海
撮影は大阪府の天保山地区の埠頭にて行われた。初の野外ロケでのPVに、暗い倉庫内でのピアノ演奏の模様を混合させている。楽曲のコンセプトを踏襲し、太陽が沈もうとする紫色の空の元での撮影や、暗い倉庫など退廃的なイメージで制作されている。今作からPVに倉木のバックバンドとなったExperienceが登場している。
4. Stand Up
バックにアメリカ国旗を掲げたり、アメリカ国旗を模したハットをかぶるなど、アメリカンテイストを重視して制作されている。
5. always
教会に訪れた倉木が、「always」を歌唱するもう一人の倉木と対峙している映像。モノクロとカラーの2パターンがあり、当該作にはモノクロバージョンが収録され、カラー版はシングル発売時のTVスポットで使用された。
6. Perfect Crime（アルバム紹介）
COUNT DOWN TVなどで放送された、「Perfect Crime」の全曲紹介映像。ただし前作「FIRST CUT」と同様に、別チャプターに収録シングルのフルサイズPVが収録されている関係上、シングルPVはカットしアルバム曲のみの別バージョンになっているため、完全版ではない。
7. making of Scene of Clips
「Reach for the sky」では、イギリス南西部のイーストボーンの古城付近・ロンドンなどでの撮影時のメイキング映像を収録。このメイキング中に撮影された写真が「always」のジャケットに採用された事が判明する。BGMは「Perfect Crime」にも収録された「Reach for the sky-GOMI Remix- RADIO EDIT」。続いて「Come on! Come on!」をBGMに、アメリカのロサンゼルスでのジャケット撮影の模様を収録。
8. Can't forget your love
PVの撮影は2001年に開催された「Mai Kuraki&Experience First Live 2001 in Zepp Osaka」のZepp Osakaでのライブ開演直前に行われた。
9. Winter Bells
10. Feel fine!
発売当時には、同時期にGIZA studioで活動していた、愛内里菜・GARNET CROWの中村由利・三枝夕夏などが総登場した「Cafe Ver.」が制作されているが、未収録となったため、今作に収録されているのはExperienceと登場する通常バージョン。
11. Like a star in the night
12. Make my day
13. FAIRY TALE（アルバム紹介）
「Perfect Crime」の全曲紹介映像と同様に、「Can't forget your love」～「Like a star in the night」までの収録シングルのPVはカットし、アルバム曲のみとなった別バージョンで完全版ではない。
14. making of Scene of Clips
「Winter Bells」と「Feel fine!」のメイキングを収録。
15. Time after time〜花舞う街で〜
この楽曲のみフルPVが制作されておらず、倉木の静止画と様々な花のイメージ画像が登場するのみ。
16. Kiss
フルPVが制作されているが、当該作には2番のサビからラストまでを収録。
17. 風のららら
「Time after time〜花舞う街で〜」から「風のららら」までが1チャプターで繋がっており、ここだけがフルサイズでの収録。
18. SAME
19. If I Believe（アルバム紹介）
「If I Believe」の全曲紹介映像。「Perfect Crime」「FAIRY TALE」と同様に、別チャプターでフルサイズで収録されたPV(アルバム曲の「If I Believe」「SAME」も含む)はカットされた別バージョンで完全版ではないため、PVは5曲目の「mi corazon」から始まる。
20. If I Believe
21. Discography
使用されたBGMは、シングルの部分では「Cool City Production vol.4 Mai-K "Feel fine!" Remixes and Movie」に収録された「Feel fine! Dj Me-ya's Strong Passion Mix」。以降では「delicious way」のリード曲「Delicious Way」のリミックス音源。

### Disc 2 ~Live Selection~
『Mai Kuraki FAIRY TALE TOUR 02-03』（東京国際フォーラム ホールA　2003年4月27日,28日）

27日と28日の公演映像からベストテイクを選出。10曲は全てフルサイズでの収録。
1. Fairy tale 〜my last teenage wish〜
2. Ride on time
3. Delicious Way - NEVER GONNA GIVE YOU UP
4. Stay by my side - Secret of my heart
5. fantasy
6. Like a star in the night
7. Give me one more chance - Everything's All Right - Love, Day After Tomorrow
8. Feel fine!
9. Stand Up
10. always

『倉木麻衣 LIVE IN 平安神宮 〜京都学生祭典 2003〜』（平安神宮境内 特設ステージ　2003年10月11日）

倉木が当時京都府の立命館大学に通学していた事から実現したライブからの収録。
1. 風のららら
2. Time after time 〜花舞う街で〜
3. Stand Up

『GIZA studio VALENTINE CONCERT』（日本武道館　2003年2月13日,14日）

当時GIZA studioで活動していた愛内里菜・GARNET CROWと合同で開催されたライブからの倉木麻衣のパートからの収録。
1. Baby I Like - Stepping ∞ Out
「Baby I Like」はPVに倣って、モノクロでの収録。「Stepping ∞ Out」はフルコーラスではなく、終盤前に突然フェイドアウトする。
2. thankful

『MAI KURAKI & EXPERIENCE Special Live』（大阪厚生年金会館　2003年10月27日,28日）

アルバム「FAIRY TALE」ツアーの合間を縫って開催されたスペシャルライブから選曲。
1. If I Believe
2. Just A Little Bit
3. Stay by my side ~voices version~

Tour Document